# 長洲洪聖廟

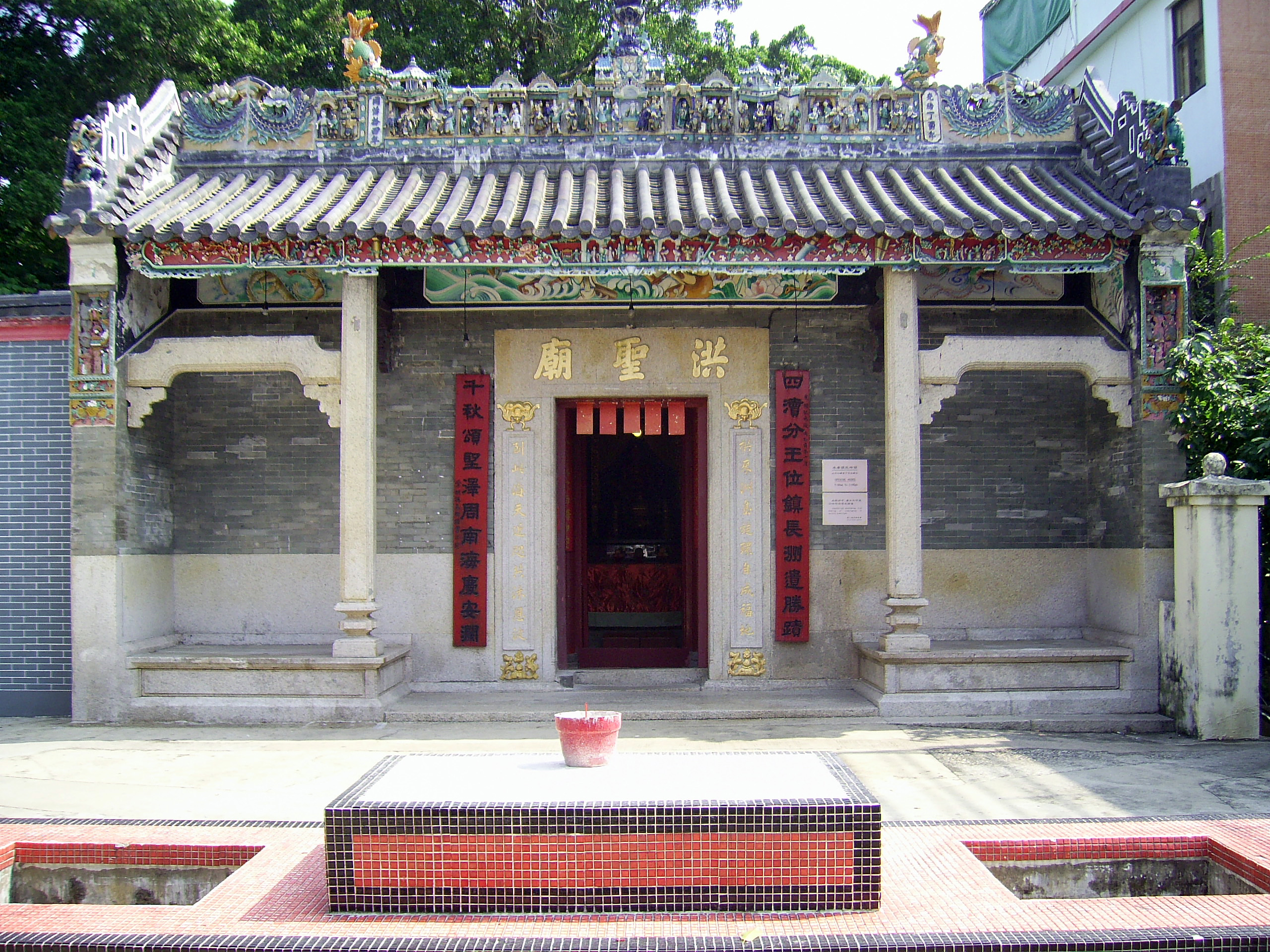
長洲洪聖廟

長洲洪聖廟或長洲洪聖古廟位於香港長洲中興街，座東南向西北，面向石鼓洲，主要供奉主神洪聖大王，配祀觀音及华佗、華光先聖、先鋒貴人、龍母娘娘、太歲和消災壇諸神。1987年被評為二級歷史建築，於2009年12月18日再獲確定二級歷史建築評級。

## 歷史
長洲洪聖廟於清朝嘉慶十八年（1813年）由島上的漁民集資建成，曾多次進行維修，現存有嘉慶十八年的古鐘和刻有光緒七年的木匾，並存有光緒元年製造的神壇、香爐及香案等古物可供研究。洪聖廟早年由村民管理，於1930年起交由華人廟宇委員會管理。

## 建築
長洲洪聖廟為一所三進式的傳統建築，原本為左右對稱，但經不斷修葺後，破壞了原來的格局。廟宇脊頂有手工精細的石灣陶塑。

## 外部連結
- 華人廟宇委員會：長洲洪聖古廟[永久]
- 長洲文物徑
- 長洲廟宇建築 （页面存档备份，存于）